# William Colt MacDonald
William Colt MacDonald, egentligen Allen William Colt MacDonald, född den 2 december 1891 i Detroit, Michigan, död den 27 mars 1968, var en amerikansk författare som skrev westernromaner. 
Några av hans mest kända böcker har huvudpersonerna Tucson Smith, Lullaby Joslin och Stony Brooke - dessa karaktärer skulle även bli huvudpersoner i 51 filmer om The Three Mesquiteers.
Efter att amerikanska Pyramid Books grundats 1949 tillhörde William Colt MacDonald de författare som tidigt blev publicerade av förlaget. När Wennerbergs Förlag 1955 inledde utgivning westernböcker översatta till svenska gavs serien namnet Pyramid-böckarna.

### The Three Mesquiteers
- Restless guns 1929 (endast Tucson Smith och Stony Brooke medverkar i denna roman[9])
- Law of the forty-fives 1933 (första roman en där även Lullaby Joslin medverkar)
- The singles scorpion 1934
- Ghost-town gold 1934
- Bad man's return 1947
- Powdersmoke justice 1949
- Mesquiteer mavericks 1949
- Three mesquiteers 1954
- The galloping ghost 1955

### Övriga romaner
- Showdown trail 1953, Pyramid 95 (Någon måste dö, 1956, Pyramid 21)
- Cow thief 1953, Pyramid 101 (Kampen om prärien 1956, Pyramid 15)
- Two-gun deputy 1954, Pyramid 115 (Död mans hand 1956, Pyramid 23)
- The range kid 1955, Pyramid 172 (Pojken från Texas 1957, Pyramid 30)
- Shoot him on sight 1966, Ace F-389 (Grip honom 1969, Prärie 99)

### Filmmanuskript
- Santa Fe stampede 1938
- Red River range 1938
- Cowboys from Texas 1939
- The Kansas terrors 1939
- New frontier 1939
- Wyoming outlaw 1939
- Three Texas steers 1939
- The night riders 1939